# خروف في المدينة
خروف في المدينة (بالإنجليزية: Sheep in the Big City) هو مسلسل رسوم متحركة من إنتاج شركة كرتون نتورك بدأ عرضه في 17 نوفمبر، 2000 واستمر حتى الموسم الثاني في 7 أبريل، 2002.  في عام 2007 عرض النسخة العربية على قناة MBC 3. وفي عام 2004 عرض على سبيستون وعرض على كرتون نتورك بالعربية.

## روابط خارجية
- خروف في المدينة في قاعدة بيانات الرسوم المتحركة الكبيرة
- خروف في المدينة على موقع IMDb (الإنجليزية)
- خروف في المدينة على موقع روتن توميتوز (الإنجليزية)
- خروف في المدينة على موقع كينوبويسك (الروسية)
- خروف في المدينة على موقع ألو سيني (الفرنسية)
- خروف في المدينة على موقع قاعدة بيانات الفيلم (الإنجليزية)
- Titles & Air Dates Guide
- Mo Willems Studio Webpage